# Wetenschapsfilosofie

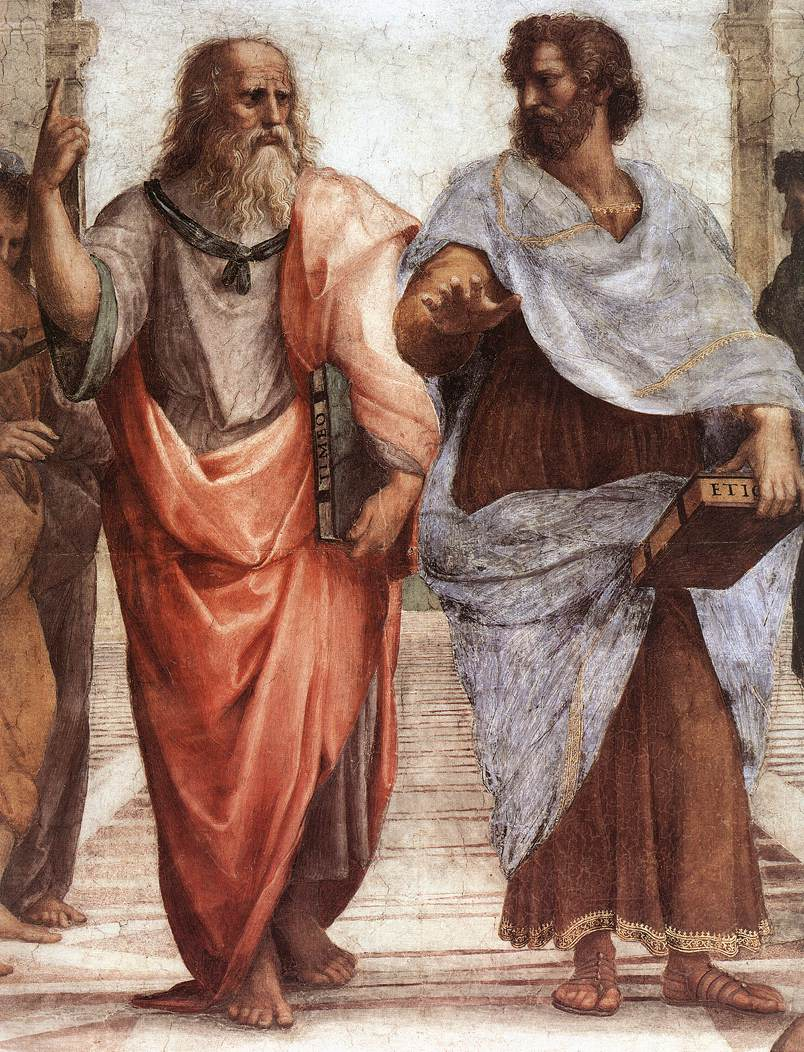
In de Atheense school van Rafaël (1509) debatteren Plato en Aristoteles over de bron van alle kennis. Plato verwijst hierbij omhoog naar de hemelse sferen, en Aristoteles omlaag naar het aardse bestaan, als de bron van alle kennis.

Wetenschapsfilosofie is een discipline van de filosofie, die zich bezighoudt met het kritisch onderzoek naar de vooronderstellingen, de methoden en de resultaten van de wetenschappen. Wetenschapsfilosofie onderzoekt de houdbaarheid en de ontwikkeling van wetenschappelijke theorieën, en vormt een deelgebied van de epistemologie. Daarbij rekent ze, behalve de natuurwetenschappen, bijvoorbeeld ook de sociale wetenschappen, de psychologie en de economie tot haar studiegebied.
Wetenschapsfilosofie heeft zowel een normatieve als een descriptieve taak. De normatieve taak leidt tot de eis van filosofische of epistemologische adequaatheid: dat een wetenschapstheorie overeenkomt met filosofische ideeën. De descriptieve taak leidt tot tot de eis van historische adequaatheid: dat de beschrijving overeenkomt met hoe wetenschap werkelijk bedreven wordt.
Het werk The Structure of Scientific Revolutions van Thomas Kuhn maakte dat de nadruk van de eerste taak verschoof naar de tweede.

## Afbakening
De wetenschapsfilosofie is nauw verwant met de epistemologie en de ontologie. Ze poogt tot een beschrijving te komen van zaken als:
- het karakter van wetenschappelijke uitspraken en concepten;
- de wijze waarop concepten worden ontwikkeld;
- hoe de wetenschap de natuur verklaart, voorspelt en beïnvloedt;
- methoden om de juistheid van informatie te bepalen;
- de beschrijving en de toepassing van de wetenschappelijke methode;
- de wijze van redeneren om tot gevolgtrekkingen te komen;
- en de implicaties van wetenschappelijke methoden en modellen voor wetenschap en voor de maatschappij als geheel.

Er wordt in de wetenschapsfilosofie onderscheid gemaakt naar:
- ontologische kenmerken: hoe of wat is het (in zichzelf)?
- epistemologische kenmerken: hoe is het te kennen?
- methodologische kenmerken: hoe is het te onderzoeken?
- sociaal-filosofische kenmerken: hoe beïnvloeden het onderzoek en de omgeving elkaar?

Elke vakwetenschap heeft een onderliggende filosofie, ook al wordt over die wetenschap het tegendeel beweerd. In de woorden van Daniel Dennett:
Filosofie-vrije wetenschap bestaat niet; er is hooguit wetenschap waarvan de filosofische bagage zonder nadere inspectie aan boord wordt genomen.

## Karakter van wetenschappelijke uitspraken en concepten
De wetenschap doet aannamen over hoe de wereld is, en hoe theorie zich verhoudt tot de werkelijkheid.

### Empirisme
Een belangrijke plaats in de wetenschapsfilosofie wordt ingenomen door het empirisme, ofwel de opvatting dat kennis is afgeleid van hoe de wereld ervaren wordt. Wetenschappelijke uitspraken worden bepaald door, en afgeleid van de menselijke ervaring van de werkelijkheid. Wetenschappelijke theorieën worden ontwikkeld vanuit, en getoetst door experimenten en waarnemingen, volgens de wetenschappelijke methode. Zodra deze waarnemingen in voldoende mate herhaalbaar of reproduceerbaar blijken, geldt deze informatie als wetenschappelijk bewijs voor de wetenschappelijke kennis, waar de wetenschappelijke gemeenschap haar verklaringen voor de werking der dingen op baseert.
Waarnemingen zijn echter ook cognitieve handelingen. Dat wil zeggen dat er een interactie bestaat tussen de waarneming, en het menselijk begrip van de structuur van de wereld; als dit begrip van de werkelijkheid verandert, dan verandert ook de waarneming.
Wetenschappers proberen waarnemingen in een samenhangende, consistente structuur onder te brengen door middel van inductie, deductie en quasi-empirische methodes, en door gebruik te maken van essentiële, conceptuele metaforen.

### Wetenschappelijk realisme en instrumentalisme
Wetenschappelijk realisme, of naïef empirisme, is de opvatting dat het universum werkelijk, een op een, overeenkomt met datgene wat in wetenschappelijke uitspraken wordt gezegd. Realisten vatten elektronen, magnetische velden en dergelijke op als dingen die werkelijk bestaan. Het is naïef dan wel realistisch om een wetenschappelijk model als de werkelijkheid tout court te aanvaarden, in plaats van als (slechts) een bruikbare beschrijving van de werkelijkheid.
Tegenover het realisme staat het instrumentalisme, dat de menselijke perceptie, wetenschappelijke ideeën en theorieën niet als een vaststaand en getrouw beeld van de werkelijkheid worden opgevat, maar als bruikbare instrumenten waarmee waargenomen verschijnselen verklaard, voorspeld en gestuurd kunnen worden. Voor een instrumentalist zijn elektronen en magnetische velden niets meer en niets minder dan handige ideeën, die al of niet werkelijk kunnen bestaan. Een instrumentalist gebruikt empirische methoden slechts om aan te tonen dat theorieën consistent zijn met de waarnemingen. Het instrumentalisme is mede ontwikkeld uit John Deweys pragmatisme.

### Sociaal constructivisme
Sommige wetenschapsgeschiedkundigen, -filosofen en -sociologen leggen er in hun analyse de nadruk op dat wetenschappelijke theorieën hun vorm en betekenis krijgen door hun sociale en politieke context. Een belangrijke stroming binnen deze benadering is het sociaal constructivisme. Sociaal constructivisme is in zekere zin een uitbreiding van het instrumentalisme, dat ook sociale aspecten van wetenschap in de theorie betrekt. In zijn meest vergaande vorm beschouwt het sociaal constructivisme de wetenschap als een vorm van interactie tussen wetenschappers, waarin het objectieve feit weinig tot geen rol speelt. Feiten worden immers sociaal geconstrueerd. In zwakkere vormen van het sociaal constructivisme spelen sociale factoren een grote rol in de totstandkoming en acceptatie van nieuwe wetenschappelijke theorieën.
Binnen een meer uitgesproken constructivistisch standpunt schuift men het al of niet bestaan van de planeet Mars terzijde als niet ter zake doende, aangezien de wetenschap slechts beschikt over waarnemingen en theorieën die alle zijn voortgekomen uit sociale interactie. Volgens dit standpunt 'gaan wetenschappelijke uitspraken over elkaar', en een empirische toets controleert slechts of de diverse verzamelingen van sociaal geconstrueerde theorieën wel consistent zijn. Dit standpunt verwerpt het realisme. Een kritiek hierop is dat het dan moeilijk is om aan te geven waarin de wetenschap verschilt van andere disciplines, anders dan de methode.
Een zwakkere constructivistische variant zou Mars als een reëel bestaande planeet kunnen beschouwen. Alhoewel theorieën en waarnemingen het gevolg zijn van een sociaal proces, houdt dit proces wel in, dat er overeenstemming is over deze realiteit. Volgens dit standpunt 'gaan' theorieën over de werkelijke wereld. Het kernpunt is hoe deze overeenstemming verklaard wordt. Op grond waarvan kan men beweren dat de foto's van de laatste ruimtesonde in zekere zin betrouwbaarder of echter zijn dan de Romeinse mythes over Mars?

### Analyse en reductionisme
Analyse is het uiteenrafelen van een waarneming of theorie, in eenvoudiger concepten om het te kunnen begrijpen. Analyse is een onmisbaar middel in de wetenschap; het is in feite zelfs onmisbaar voor elke rationele onderneming. Het is bijvoorbeeld onmogelijk om de baan van een projectiel wiskundig te beschrijven, zonder een uitsplitsing te maken van aspecten als zwaartekracht, bewegingsrichting en beginsnelheid. Pas na deze analyse kan een geschikte theorie van de beweging geformuleerd worden.

#### Reductionisme
De term wetenschappelijk reductionisme kan in verschillende betekenissen worden gebruikt. Natuurwetenschappelijk reductionisme gelooft dat alle velden van studie zich uiteindelijk lenen voor een natuurwetenschappelijke verklaring. Een historische gebeurtenis zou bijvoorbeeld in sociologische en psychologische termen verklaard kunnen worden, die op hun beurt in termen van menselijke fysiologie omschreven kunnen worden, die uiteindelijk tot scheikundige en fysische factoren kunnen worden herleid. De historische gebeurtenis is dan gereduceerd tot een fysische gebeurtenis. Deze redenering volgend was de historische gebeurtenis 'niets meer' dan een natuurkundig verschijnsel, waarbij het bestaan van de daardoor voortgebrachte 'hogere' verschijnselen wordt ontkend.
Daniel Dennett bedacht de term hebberig reductionisme ('greedy reductionism') voor de veronderstelling dat 'alle' verschijnselen op die wijze gereduceerd kunnen worden. Hij stelt dat het 'slechte wetenschap' is om verklaringen te zoeken die interessant en aantrekkelijk overkomen, in plaats van verklaringen die natuurlijke verschijnselen kunnen voorspellen.
Tegen het 'hebberig reductionisme' pleit het begrip complex systeem, de benaming voor een systeem dat meer informatie bevat dan beschreven kan worden door de analyse van zijn afzonderlijke bestanddelen. Voorbeelden zijn systemen met 'strange loops', een fractale organisatie of 'strange attractors' in de faseruimte. Bij analyse van dergelijke systemen gaat er noodzakelijkerwijs informatie verloren, omdat de waarnemer een selectie moet maken die slechts tot op zekere hoogte representatief is. Met behulp van de informatietheorie kan berekend worden hoeveel informatie verloren gaat; dit wordt bij de chaostheorie toegepast.

## De basis voor wetenschappelijke uitspraken
De krachtigste wetenschappelijke uitspraken zijn die met de breedste toepasbaarheid. Newtons Derde Wet — "voor elke actie bestaat er een tegengestelde, even grote reactie" is een krachtige uitspraak, want zij geldt voor elke actie, overal en altijd.
Maar wetenschappers kunnen onmogelijk elke actie in het universum hebben onderzocht, om na te gaan of er een reactie is. Hoe kunnen ze dan beweren dat de Derde Wet waar is? Ze hebben natuurlijk onnoemelijk vele acties onderzocht, en steeds konden ze een bijbehorende reactie vinden. Maar, kunnen we er zeker van zijn dat de eerstvolgende keer dat we de Derde Wet uitproberen, hij juist zal blijken?

### Inductie
Een mogelijke oplossing voor dit probleem is te vertrouwen op het principe van inductie. Inductief redeneren gaat ervan uit, dat als een theorie opgaat in alle waargenomen gevallen, het ook opgaat in alle vergelijkbare gevallen. Dus na het uitvoeren van een reeks experimenten die de Derde Wet blijken te bevestigen, mag men stellen dat die wet altijd opgaat.
Het is lastig uit te leggen waarom inductie over het algemeen werkt. Men kan geen gebruik maken van deductie, het gebruikelijke proces van logisch redeneren om vanuit bepaalde premissen tot een conclusie te komen, want er bestaat eenvoudigweg geen logisch mechanisme (syllogisme) dat een dergelijke conclusie mogelijk maakt. Ongeacht hoe vaak zeventiende-eeuwse biologen witte zwanen observeren, en op hoeveel locaties, er is geen deductief pad dat hen tot de conclusie kan brengen dat alle zwanen wit zijn. En dat is maar goed ook, want — zo is gebleken — die conclusie is fout. Op gelijke wijze is het denkbaar dat er morgen een situatie wordt waargenomen waarin een actie niet wordt vergezeld van een reactie; hetzelfde geldt voor alle wetenschappelijke wetten.
Een mogelijk antwoord bestaat uit het bedenken van een wezenlijk andere vorm van redeneren, een die niet berust op deductie. Waar deductie het mogelijk maakt om een specifieke waarheid te formuleren op basis van een algemene waarheid (alle kraaien zijn zwart; dit is een kraai; dus dit is zwart), maakt inductie het op de een of andere manier mogelijk om een algemene waarheid te formuleren op basis van een reeks van specifieke waarnemingen (dit is een kraai en hij is zwart; dat is een kraai en hij is zwart... ; dus alle kraaien zijn zwart).
De theorievorming rond het inductieprobleem is sterk in beweging en onderwerp van veel debat in de wetenschapsfilosofie: is inductie werkelijk gerechtvaardigd, en zo ja, hoe?

### Falsifieerbaarheid
Een andere manier om wetenschappelijke uitspraken van een logische basis te voorzien, voor het eerst formeel behandeld door Karl Popper, is het concept falsifieerbaarheid. Dit uitgangspunt stelt dat een wetenschappelijke uitspraak, over een feit, theorie, wet of principe, falsifieerbaar moet zijn om wetenschappelijk bruikbaar te zijn. Falsifieerbaar wil zeggen dat een wetenschappelijk onjuiste uitspraak als zodanig ontmaskerd moet kunnen worden, bijvoorbeeld met de uitvoering van een experiment. Zonder deze eigenschap zou het moeilijk of zelfs onmogelijk zijn om een wetenschappelijke uitspraak te toetsen met wetenschappelijk bewijsmateriaal. Falsificatie herintroduceert het deductieve redeneren in het wetenschappelijke debat. Het is weliswaar niet mogelijk om een algemene uitspraak af te leiden uit een reeks specifieke uitspraken, maar het is omgekeerd wél mogelijk dat één specifieke uitspraak bewijst dat een algemene uitspraak onjuist is. Door één zwarte zwaan te vinden, bewijst men dat de algemene stelling 'alle zwanen zijn wit' onwaar is.
Door gebruik van falsifieerbaarheid kan het inductieprobleem omzeild worden, doordat er geen sprake is van inductieve redeneringen. Het brengt echter zijn eigen moeilijkheden met zich mee. Steeds wanneer een theorie door falsificatie onderuit gehaald lijkt te worden, blijkt het mogelijk te zijn om de theorie zo aan te vullen, dat zij niet langer gefalsifieerd wordt. Bijvoorbeeld, ornithologen zouden simpelweg kunnen stellen dat de grote zwarte vogel die in Australië voorkomt, helemaal geen lid is van het geslacht Cygnus, maar van een ander, misschien wel van een tot dan toe onbekend, geslacht.
Het probleem met falsifieerbaarheid is dat sommige wetenschappelijke theorieën in wezen niet falsifieerbaar zijn. Dat is te zeggen, het is soms mogelijk om een theorie met behulp van ad hoc-hypotheses te 'redden' van falsificatie. De verwerping van zo'n theorie berust daarom mede op een waardeoordeel.
Zo'n "geredde" theorie is dan wel van inhoud veranderd. In het bovenstaande voorbeeld van de zwanen stond niet waterdicht vast aan wat voor definitie een vogel moet voldoen om tot het geslacht "Cygnus" te behoren. Om het falsifieerbaarheidscriterium te gebruiken moet wel eerst vaststaan dat de proponent en de potentiële falsifieerder dezelfde definitie(s) hanteren. Het gaat niet om de inhoudelijke juistheid van een mogelijke falsificatie; het gaat er om dat het in principe mogelijk is dat een voorstelbare, concrete gebeurtenis (al dan niet plausibel) de oorspronkelijke bewering ontkracht. Het is voorstelbaar dat er zwanen getoond worden die groen zijn met gele spikkels; of dat echt gebeurt en of die echt bestaan is niet van belang. De bewering "Alle zwanen zijn wit" blijft een wetenschappelijke bewering; goed of fout.

### Coherentisme
Met zowel inductie als falsificatie wordt geprobeerd een grond te vinden voor wetenschappelijke uitspraken door te refereren aan andere specifieke wetenschappelijke uitspraken. Beide methodieken moeten het criteriumprobleem vermijden, waarin elke basis voor kennis (of rechtvaardiging van een theorie) weer een andere basis nodig heeft, wat leidt tot een oneindige regressie. Het regressieprincipe is gebruikt als rechtvaardiging voor een mogelijke uitweg uit deze oneindige regressie, het zogenaamde funderingsdenken (foundationalism). Het funderingsdenken stelt dat er bepaalde basisovertuigingen zijn, die algemeen zijn en geen rechtvaardiging behoeven. Zowel inductie als falsificatie zijn vormen van funderingsdenken; ze baseren zich namelijk op basale uitspraken die direct voortvloeien uit waarnemingen.
De wijze waarop basale uitspraken worden afgeleid van de waarneming compliceert het probleem. Waarnemen is een cognitieve handeling; het steunt op het reeds aanwezige begrip van dingen, een verzameling overtuigingen. Een waarneming van de Venusovergang vereist een enorm scala aan ondersteunende stukken kennis, bijvoorbeeld kennis over de optica van telescopen, de mechanica van de telescoopopstelling en inzicht in de mechanica van hemellichamen. Zo beschouwd is deze waarneming in het geheel niet 'basaal'.
Toepassing van coherentisme kan een alternatief bieden door te stellen dat uitspraken gerechtvaardigd kunnen worden door het feit dat ze deel uitmaken van een coherent systeem. In het geval van de wetenschap wordt onder dit systeem gewoonlijk verstaan: 'het geheel van opvattingen van een individu of van de wetenschappelijke wereld'. W.V. Quine propageerde een coherentistische benadering van de wetenschap. Een waarneming van een Venusovergang wordt gerechtvaardigd door het feit dat het coherent is met onze opvattingen over optica, telescoopopstellingen en de beweging van hemellichamen. Wanneer deze waarneming strijdig is met een van deze opvattingen moet het systeem worden bijgesteld om deze tegenstrijdigheid op te heffen.

## Het Scheermes van Ockham
Ockhams Scheermes is een andere belangrijke mijlpaal in de wetenschapsfilosofie. Willem van Ockham suggereerde dat de eenvoudigste verklaring voor een verschijnsel de voorkeur verdient. Hij beweerde niet dat het dan ook automatisch een ware verklaring zou zijn, of zelfs maar waarschijnlijk, maar het is opvallend dat 'eenvoudiger' verklaringen achteraf vaak juister bleken te zijn dan 'complexere'.
Ockhams Scheermes dient gewoonlijk slechts als een vuistregel voor het geval twee of meer gelijkwaardige hypotheses (theorieën) even goed in staat bleken om bepaalde waargenomen verschijnselen te verklaren. Het komt echter niet vaak voor dat twee theorieën voor precies dezelfde verschijnselen een verklaring bieden, dus het nut is beperkt. Tegenwoordig zijn er wiskundige benaderingen gebaseerd op de informatietheorie die een maat geven voor de 'eenvoud' van een theorie, zodat de verklarende kracht kan worden afgewogen tegen de eenvoud. Eén daarvan gaat uit van het begrip minimale berichtlengte (minimum message length).
Ockhams Scheermes is vaak misbruikt en aangehaald in situaties waar het niet van toepassing is. Het zegt niet dat de eenvoudigste verklaring de beste is, ongeacht of het uitzonderingen, uitschieters, of andere verschijnselen kan verklaren. Het principe van de falsifieerbaarheid vereist dat een eenvoudige theorie moet worden afgekeurd vanwege elke reproduceerbare waarneming die ermee in strijd is, en dat de eenvoudigste van de overige theorieën die de afwijkende waarneming wél kunnen verklaren vervolgens de voorkeur verdient.

## Sociale verantwoordelijkheid

### Wetenschappelijke (on)feilbaarheid
Een fundamentele vraag in de wetenschap is, in hoeverre de huidige wetenschappelijke kennis 'de waarheid' weergeeft aangaande de fysieke wereld waarin de mens leeft. De opvatting dat wetenschappelijke kennis de absolute en onbetwijfelde 'waarheid' weergeeft wordt sciëntisme genoemd.

### Waarheid, verantwoordelijkheid en de rol van wetenschap
Een keuze voor of tegen een scientistische opvatting heeft maatschappelijke consequenties. Daarbij zijn verschillende posities te onderscheiden. 
Een belangrijk onderscheid is dat tussen technocratie en decisionisme. Bij technocratie 
is wetenschap dominant en doorslaggevend bij vragen over maatschappelijke kwesties of kan 
daarin als gezaghebbende scheidsrechter fungeren. Bij decisionisme is wetenschap onderschikt aan politiek. Wetenschap speelt weliswaar een belangrijke rol, maar is tegelijk slechts een van de mogelijke factoren en kennisbronnen. Politieke of morele overwegingen of andere vormen van kennis spelen eveneens een rol. 
Overigens zijn er allerlei afwijkingen van en varianten op deze twee posities. Zo wordt geregeld gepleit voor een dialoog tussen  wetenschap en politici of anderen, of voor co-creatie waarin wetenschappers en anderen samenwerken.
Dat wetenschap soms partij is laten de de debatten over intelligent design, de opwarming van de aarde, kernenergie, nanotechnologie of homeopathie zien.

### Wetenschapscommunicatie
Ongerustheid over de grote kloof tussen de werkwijze van wetenschappers en het beeld dat van hun werk bestaat, heeft geleid tot voorlichtingscampagnes, om het publiek te informeren over wetenschappelijk scepticisme en de gehanteerde wetenschappelijke methodes. Bovendien wordt met publieke debatten en science jury's geprobeerd te komen tot een dialoog tussen het publiek en de wetenschap.

### Wetenschapskritiek
Paul Feyerabend had bezwaren tegen het voorschrijven van één bepaalde wetenschappelijke methode, omdat dit leidt tot een belemmering en verkramping van het wetenschappelijk proces. Feyerabend stelde, "het enige principe dat de vooruitgang niet tegenhoudt, is: "anything goes" ("alles kan")".
Wetenschapskritiek in meer praktische zin richt zich tegen de neiging tot reductionisme van de wetenschap, tegen bepaalde toepassingen van wetenschap, zoals in kernenergie, sociobiologie, biotechnologie, chemische oorlogsvoering, en tegen de macht over de wetenschap door de industrie, bijvoorbeeld de wapenindustrie. Uit deze kritiek zijn de wetenschapswinkels en zogenaamde Wetenschap & Samenleving activiteiten voortgekomen zoals W&S-onderwijs, Science, Technology and Society onderzoek en het Jaarboek KennisSamenleving.
Volgens de feministische filosofie zou de wetenschappelijke methode niet gender-neutraal zijn. De methode is volgens deze feministen mannelijk van aard, met haar nadruk op rationaliteit, zakelijkheid en objectiviteit en het gebrek aan betrokkenheid. Gepleit werd voor nieuwe onderzoeksmethoden, met name in de sociale wetenschappen, met minder aandacht voor individuele vragenlijsten, en meer voor groepsgesprekken en betrokkenheid .

## Wetenschapsfilosofen
- Aristoteles
- Gaston Bachelard
- Francis Bacon
- Roger Bacon
- Léon Brunschvicg
- Georges Canguilhem
- Rudolf Carnap
- Nancy Cartwright
- Jean Cavaillès
- Auguste Comte
- Ton Derksen
- René Descartes
- John Dewey
- Pierre Duhem
- Paul Feyerabend
- Ludwik Fleck
- Bas van Fraassen
- Galileo Galilei
- Jürgen Habermas
- Ian Hacking
- Jaap van Heerden
- Carl Hempel
- Paul Hoyningen-Huene
- David Hume
- Paul Humphreys
- Edmund Husserl
- William James
- Immanuel Kant
- Philip Kitcher
- Alexandre Koyré
- Thomas Kuhn
- Imre Lakatos
- Bruno Latour
- Helen Longino
- Ernst Mach
- Abraham Maslow
- Émile Meyerson
- Ernest Nagel
- Otto Neurath
- C.S. Peirce
- Henri Poincaré
- Michael Polanyi
- Karl Popper
- Willard Van Orman Quine
- Nicolas Rescher
- Abel Rey
- Bertrand Russell
- Wesley Salmon
- Moritz Schlick
- Carl Friedrich von Weizsäcker